# Scheepswerf De Nachtegaal

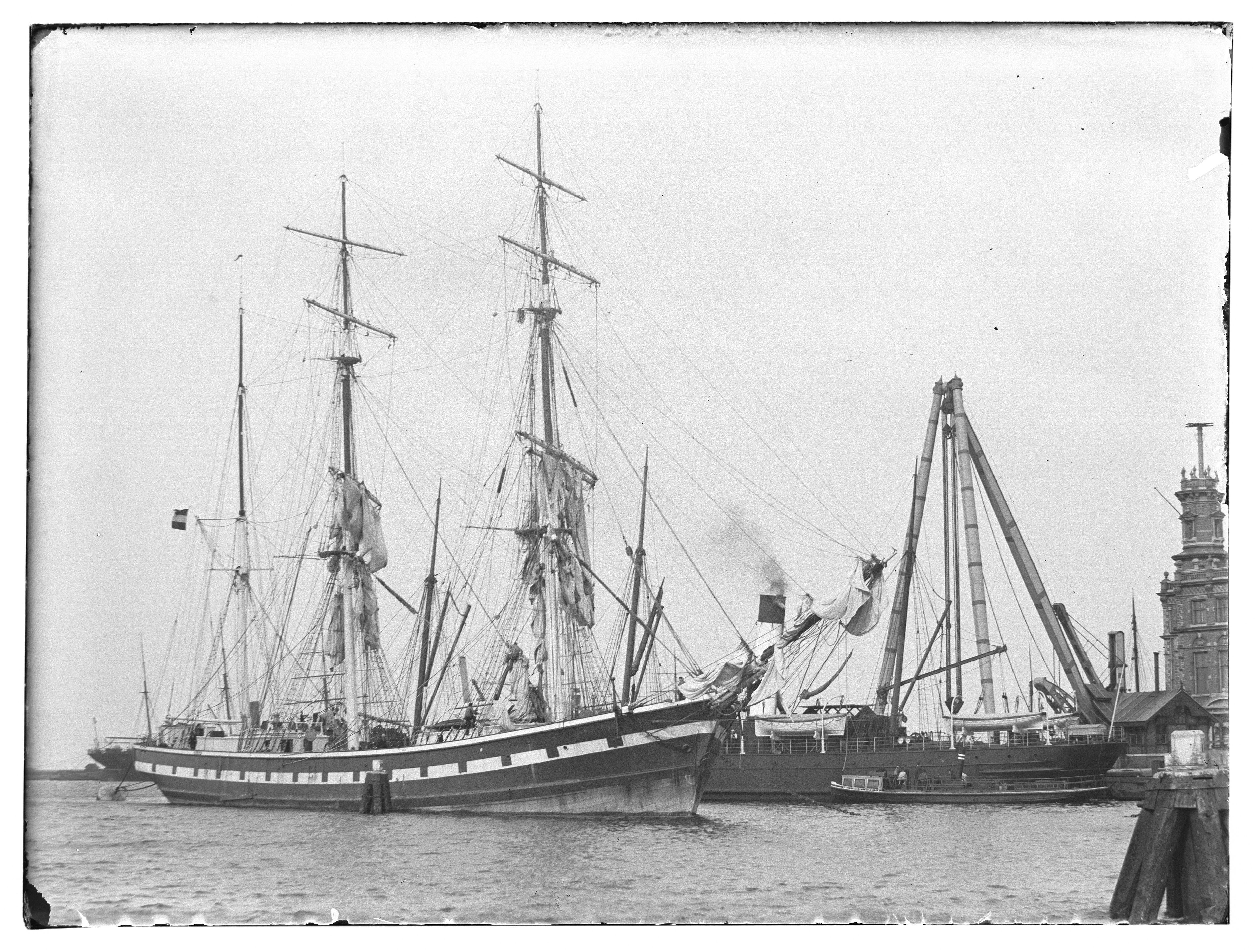
De bark BAARN werd in 1880 opgeleverd

Scheepswerf De Nachtegaal was een van de ongeveer 10 scheepswerven die sinds de 17e eeuw waren gevestigd op het Bickerseiland, een van de Westelijke Eilanden (Amsterdam). De werf was gelegen aan de Grote Bickersstraat aan het Westerdok.
Wicher Hooite Meursing (1802-1847) was herenboer in Hoogezand. Voor zijn drie zonen (Wicher, Emmo en Aalrik) kocht hij van  Jan Goedkoop een verwaarloosde werf in Nieuwendam. Emmo ging al gauw terug naar Groningen en in 1847 erfden Wicher en Aalrik de werf in Nieuwendam. Samen kochten zij in 1850 werf De Nachtegaal van Jan Goedkoop en in 1857 de werf Concordia in Oostenburg, de latere werf Seijmonsbergen.
In 1874 is de firma W. en A.H. Meursing gesplitst. Wicher Meursing werd eigenaar van De Nachtegaal, Aalrik Meursing van de werf in Nieuwendam, Concordia werd verkocht. De oudste zoon van Wicher, de 27-jarige Jan Frederik Meursing was al werkzaam op de werf en nam in 1882 de leiding geheel over.
Tussen 1850 en 1890 zijn vele grote zeilschepen, voornamelijk clippers, op De Nachtegaal van stapel gelopen. In de tweede helft van de 19e eeuw sloot de ene na de andere werf op het Bickerseiland zijn poort. Jan Frederik Meursing bouwde op De Nachtegaal nog verscheidene kleinere schepen, zoals plezierjachten, en breidde zijn activiteiten uit met machinebouw. In 1900 verwierf de werf een opdracht van Rijkswaterstaat voor de bouw van een stoomijsbreker, de Christiaan Brunings.
In 1908 is werf De Nachtegaal gesloten.